# 君は綺麗なままで
『君は綺麗なままで』（きみはきれいなままで）は、NAO & NOBU（河合奈保子 & 高橋伸明）名義のシングル。1985年8月7日に日本コロムビアからリリースされた。河合のシングルとしては22枚目となる。EPの規格品番はAH-616。

## 概要
河合奈保子とトランザムのNOBU（高橋伸明）とのデュエット・シングル盤。
表題曲は、当時ハウス「とんがりコーン」のCMソングとなっていた。

## 収録曲
1. 君は綺麗なままで
作詞：荒木とよひさ／作曲：チト河内／編曲：チト河内
2. 星屑シネマ
作詞：荒木とよひさ／作曲：チト河内／編曲：チト河内